# Canon PowerShot G1
- PowerShot G2
Le PowerShot G1 est un appareil photo numérique compact fabriqué par Canon et commercialisé en octobre 2000. C'est le premier modèle de la gamme de compacts experts PowerShot G de Canon.

## Caractéristiques
- Type de capteur :	CCD - Taille du capteur : 1/1.8"
- Nombre de pixels : 3,34 millions de pixels, 3,24 millions effectifs
- Objectif :
  - Zoom optique 3X 7 - 21 mm
  - 34 - 102 mm (équiv. 35 mm)
  - Diaphragme f2.0 - f2.5
- Écran LCD : TFT 1,8" articulé
- Sensibilité :	Auto, 50, 100, 200 et 400
- Obturateur :	Mécanique + électronique
- Vitesse d'obturation : 8 s - 1/1000 s avec réduction du bruit à moins de 1,3 s
- Viseur :	optique
- Mémoire :	CompactFlash types I et II
- Les images peuvent être enregistrées au format JPEG et en RAW
- Dimensions : largeur 119,7 mm - hauteur 76,8 mm - profondeur 63,8 mm
- Poids : 420 g boîtier seul
- Alimentation : Batterie lithium-ion BP-511